# Ansitz Zürcherhaus
Der ehemalige Ansitz Brunnenfeld – heute Zürcherhaus genannt – liegt im gleichnamigen Ortsteil Brunnenfeld, im südlichen Teil der Stadt Bludenz (Vorarlberg).

## Geschichte
Die erstmals 1274 urkundlich erwähnten Herren von Brunnenfeld waren Ministeriale der Grafen von Werdenberg. Bekanntester Vertreter dieses Bludenzer Patriziergeschlechts war Gerung von Brunnenfeld, der um 1320 im diplomatischen Dienst von Herzog Heinrich von Kärnten-Tirol stand und in den Ritterstand erhoben wurde.
1370 war Ulrich von Brunnenfeld Verwalter des Hofes von St. Peter auf der Platte, der als grundherrliches Zentrum für die landesherrlichen Eigenleute im Montafon fungierte. Philipp von Brunnenfeld, der zwischen 1377 und 1394 als Bludenzer Bürger bezeichnet wurde, ist der letzte bekannte männliche Vertreter dieser Bludenzer Patrizier. Mit Margarethe von Brunnenfeld starb das Geschlecht nach 1411 aus.
Von ca. 1600 bis 1730/40 waren die Zürcher von Guldenböck hier ansässig. Die Familie kam aus der Schweiz und nannte sich nach ihrer Herkunft und sie waren ebenfalls Patrizier von Bludenz. Nach ihnen diente der Ansitz als bürgerliches Wohnhaus, im heutigen Namen ist die Erinnerung aber an dieses Geschlecht erhalten geblieben.

## Architektur
Das dreigeschoßige Gebäude mit hohem Satteldach stammt im Kern aus dem 13. Jahrhundert. Die Fassade zeigt eine unregelmäßige Anordnung der Fenster, die heute großteils Holzfensterläden haben.
Im Erdgeschoß erschließt ein tonnengewölbter Mittelgang beidseitig Stuben und Kammern. Die Steinspindel einer gotischen Wendeltreppe ist noch vorhanden. Im ersten Stock ist ein großer Saal mit einer hölzernen Kassettendecke ausgestattet, die Wohnräume der Obergeschoße haben zum Teil einfache Stuckdecken. Im zweiten Obergeschoß haben sich Renaissancetüren in Pilasterrahmungen vom Anfang des 17. Jahrhunderts erhalten.
Viele Umbauten veränderten das Gebäude bis zum heutigen Erhaltungszustand. 1935 erhielt es das steile Satteldach und den Holzvorbau an der westlichen Giebelfront.
An der alten Gartenmauer neben dem Ansitz steht ein Bildstock, auf dem geschrieben stand: „Bis hierher und nicht weiter kamen die schwedischen Reiter“. Der damalige Besitzer von Brunnenfeld hatte das Marterl als Dank dafür gestiftet, dass die Schweden im Dreißigjährigen Krieg Bludenz gegen Zahlung einer hohen Summe von einer Brandschatzung verschonten.